# Manny Jacinto
Manny Jacinto, född 19 augusti 1987 i Manila, Filippinerna, är en kanadensisk skådespelare.
Jacinto har bland annat medverkat i TV-serierna The Acolyte och The Good Place. Han har även medverkat i filmen Top Gun: Maverick.

## Filmografi (i urval)
- 2016–2020 – The Good Place (TV-serie)
- 2018 – Bad Times at the El Royale
- 2022 – Top Gun: Maverick
- 2024 – The Acolyte (TV-serie)
- 2025 – Freakier Friday